# Jules Bordet
Jules Jean-Baptiste Vincent Bordet (Soignies, 1870. június 13. – Brüsszel, 1961. április 6.) belga immunológus és mikrobiológus. 1919-ben fiziológiai Nobel-díjban részesült „az immunrendszer komplementer rendszerének felfedezéséért”. Ez tette lehetővé a szifilisz szerológiai tesztek kidolgozását és Octave Gengouval 1906-ban tiszta kultúrában izolálták a Bordetella pertussist, amit a szamárköhögés okozójaként neveztek meg. A tisztelet jeléül róla nevezték el a Bordetella baktériumnemzetséget és névadója a Szabad Brüsszeli Egyetem onkológiai kutatóintézetének (Institut Jules Bordet).

## Tanulmányai
Jules Bordet a belgiumi Soignies-ben született 1870. június 13-án. Apja tanár volt; 1875-ben áthelyezték Brüsszelbe és a család is vele költözött. Jules az Athénée Royal de Bruxelles-ben kezdte tanulmányait, az iskola ma az ő nevét viseli. A középiskola elvégzése után, 16 éves korában beiratkozott a Brüsszeli Szabadegyetem orvosi karára. A szokásos ötéves képzést négy alatt elvégezte és 1892-ben kiváló minősítéssel diplomázott.

## Párizsi munkássága
1894-ben elnyerte a belga állam ösztöndíját és a párizsi Pasteur Intézetben kezdett el dolgozni Ilja Mecsnyikov laboratóriumában, aki elsősorban immunológiai kutatásokkal foglalkozott. Mecsnyikov fedezte fel korábban a fagocitózist és kutatásai elsősorban arra irányultak, hogyan kebelezik be a fehérvérsejtek a szervezetbe bekerülő baktériumokat (celluláris immunválasz).
1895-ben Bordet bebizonyította, hogy a vérszérumban két tényező is felelős a baktériumok elpusztításáért (bakteriolízisért):
- antitestek, amelyek előzetes immunizálás után jelennek meg a szérumban
- egy már eleve jelenlevő tényező, amit Bordet alexinnak nevezett el (ma komplementrendszerként ismert)

Jules Bordet ezáltal megvetette a szerológia alapjait, felismerte, hogy az addig ismert sejtes immunválaszon kívül létezik a humorális (humor -testnedv) immunválasz is. Felfedezte, hogy a baktériumhoz kapcsolódó antitestek aktiválják a komplementrendszert, és ha ekkor a szérumhoz vörösvértesteket ad, akkor azok sejtmembránja is károsodik, hemolízist idézve elő. Ezzel kifejlesztett egy tesztet, amellyel a baktérium jelenléte gyorsan, tenyésztés nélkül kimutatható volt. Később August von Wassermann ezek alapján dolgozta ki a Wassermann-tesztet, amelyet a mai napig is alkalmaznak a szifilisz kórokozójának kimutatására.
Bordet felfedezte, hogy szerológiai módszerekkel lehetséges különbséget tenni a különféle állatfajok szövetei között, és hogy az egyes fajokon belül is vannak elkülönülő szerocsoportok. Ez a felismerés vezetett később a vércsoportok felfedezéséhez és magyarázta a vérátömlesztés és szervtranszplantáció során jelentkező kilökődési reakciót.
Jules Bordet hét évig dolgozott a párizsi Pasteur Intézetben, melynek során Dél-Afrikába is elutazott a marhavész tanulmányozására. Szerovakcinációs módszerével sikerült visszaszorítani a járványt.

## A belgiumi Pasteur Intézet igazgatójaként
1900-ban Brabant tartomány megalapított a Veszettségellenes és Bakteriológiai Intézetet, amelynek a hazájába a következő évben visszatérő Bordet lett az igazgatója. Pasteur özvegyének engedélyével átnevezte intézetét Brabanti Pasteur Intézetre.
1906-ban Octave Gengou-val közösen felfedezte a szamárköhögés kórokozóját, a róla elnevezett Bordetella pertussist és később hatékony vakcinát dolgozott ki a betegség ellen. Ezenkívül izolálta a madárdiftériát és a marhák pleuropneumóniáját okozó ágenst. 1907-ben a Brüsszeli Szabadegyetem bakteriológiaprofesszora lett. Az első világháború idején, amíg a német megszállás miatt kutatásait nem folytathatta, megírta Traité de l'Immunité dans les Maladies Infectieuses-t (Értekezés a fertőző betegségek elleni immunitásról) c. könyvét, amely évtizedekig alapműnek számított a területen. 1919-ben életművét orvosi Nobel-díjjal jutalmazták. Bordet akkor éppen az Egyesült Államokban tartózkodott, hogy támogatókat keressen az intézete számára és a díjátadóra sem tudott visszaérkezni Európába. Az 1920-as években a baktériumokat elpusztító bakteriofágokkal foglalkozott és több cikket is publikált a témában. 1940-ben, miután a második világháborúban a németek ismét megszállták Belgiumot, Bordet nyugdíjba vonult; brüsszeli egyetemi és igazgatói állását fia vette át.

## Családja

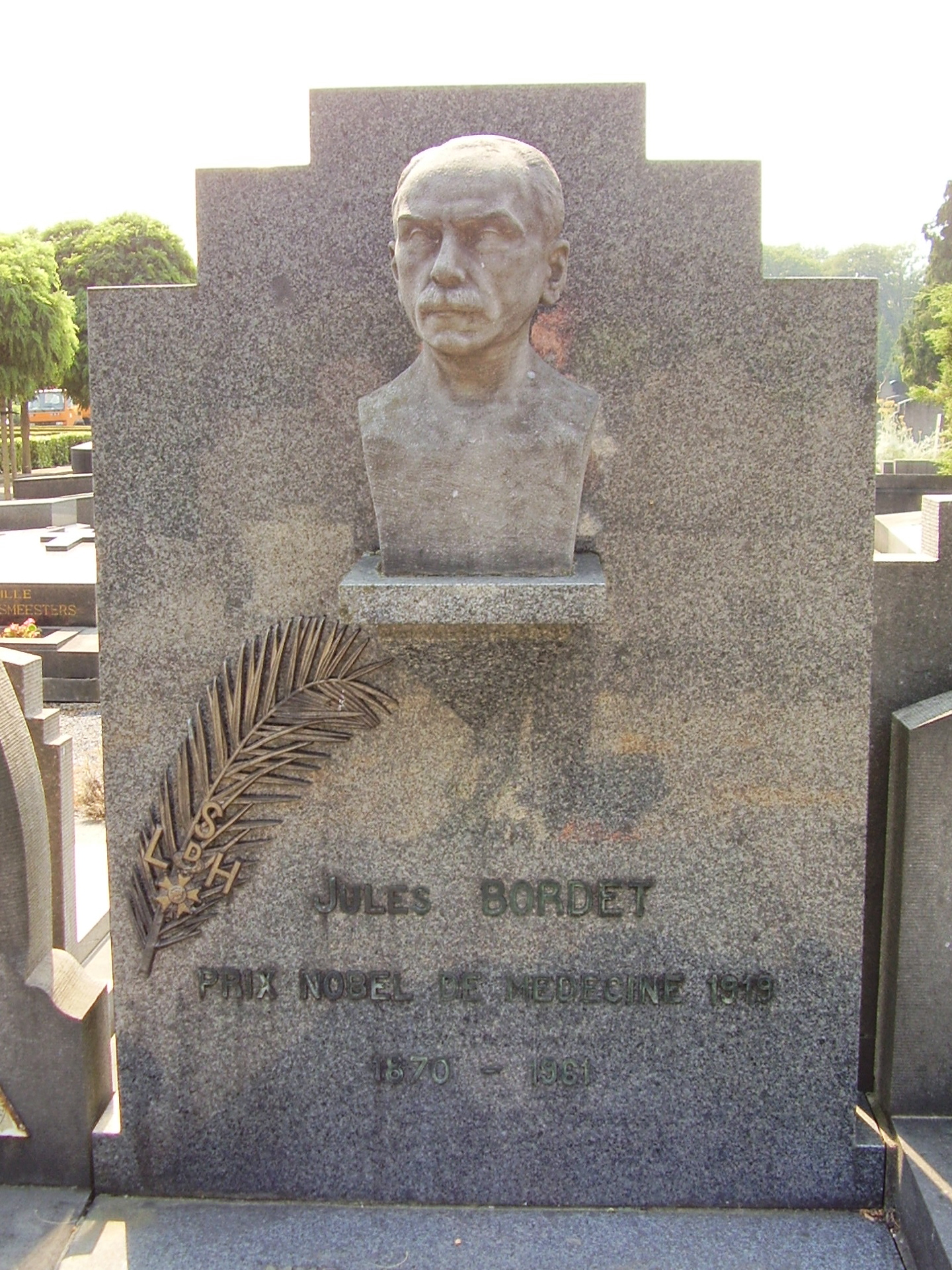
Jules Bordet sírja a brüsszeli Cimetière d'Ixelles-ben

Jules Bordet 1899-ben vette feleségül Marthe Levozt. Két lányuk és egy fiuk született; Paul fia szintén bakteriológus lett és miután Jules visszavonult, követte őt a brüsszeli Pasteur Intézet élén. Orvosi témájú könyvein kívül kiadott egy csillagászati kézikönyvet és a közügyekkel szervezésével foglalkozó politikai témájú írást.
1961. április 6-án hunyt el, 90 éves korában; felesége öt hónappal később követte.

## Elismerései
- Fiziológiai és orvostudományi Nobel-díj (1919)
- A belga Koronarend főparancsnoki fokozata (1930)
- A Lipót-rend főparancsnoki fokozata (1937)
- a Francia Becsületrend nagykeresztje (1938)

Többek között tagja volt a Belga Királyi Akadémiának, a brit Royal Society-nek, az Edinburghi Királyi Társaságnak, a Pározsi Orvostudományi Akadémiának és az amerikai Nemzeti Tudományos Akadémiának. Cambridge, Párizs, Strasbourg, Toulouse, Edinburgh, Nancy, Caen, Montpellier, Kairó, Athén és Quebec egyetemei díszdoktorukká választották.

## Emlékezete
- Róla nevezték el a Brüsszeli Szabadegyetem onkológiai kutatóintézetét, valamint két brüsszeli utcát.
- A Bordetella baktérium nemzetség a tudósról kapta a nevét.[1]